# Scrubs (3.ª temporada)
A terceira temporada da comédia americana, Scrubs estreou na NBC em 2 de outubro de 2003 e concluído em 4 de maio de 2004 e é composto por 22 episódios. Esta temporada possui muitas fantasias, bem como muitos recursos conhecidos atores em papéis pequenos, como Scott Foley, Michael J. Fox, Bellamy Young e Tara Reid.

## Sinopse
É o terceiro ano de JD, Elliot, e  do Turk no Sacred Heart Hospital e segundo ano como residentes. Como abre a temporada, Elliot decide mudar sua imagem, com alguma ajuda do Janitor. A paixoneta inegável de JD por Elliot emerge novamente, mas JD vez começa um relacionamento com a irmã da Jordan, Danni (Tara Reid), que também é lidar com sentimentos para seu ex. Turk e Carla estão engajados e planejamento de seu casamento. Turk, juntamente com o Todd e os outros residentes cirúrgicos, lidar com o cirurgião novo assistente, Dra. Grace Miller (Bellamy Young), que não gosta de Turk, e considera-o machista. Dr. Cox e Jordan estão indo bem com seu relacionamento e seu filho Jack, embora o Dr. Cox desenvolve uma paixão de escola sobre o Dr. Miller. Ele também luta com a morte de seu melhor amigo. Elliot começa a ter um relacionamento sério com Sean Kelly (Scott Foley) e tenta descobrir a sua relação de longa distância, enquanto ele está na Nova Zelândia por seis meses.

## Elenco e personagens

### Elenco principal
- Zach Braff como Dr. John "JD" Dorian
- Sarah Chalke como Dra. Elliot Reid
- Donald Faison como Dr. Christopher Turk
- Neil Flynn como o "Janitor"
- Ken Jenkins como o Dr. Bob Kelso
- John C. McGinley como Dr. Perry Cox
- Judy Reyes como  Enfermeira Carla Espinosa

### Papéis recorrentes
- Aloma Wright as Nurse Laverne Roberts (18 episodes) Aloma Wright como Enfermeira Laverne Roberts (18 episódios)
- Robert Maschio as Dr. Robert Maschio como o Dr. Todd Quinlan (15 episodes) Todd Quinlan (15 episódios)
- Christa Miller as Jordan Sullivan (15 episodes) Christa Miller como Jordan Sullivan (15 episódios)
- Tara Reid as Danni Sullivan (10 episodes) Tara Reid como Danni Sullivan (10 episódios)
- Sam Lloyd as Theodore Buckland (9 episodes) Sam Lloyd como Theodore Buckland (9 episódios)
- Scott Foley as Sean Kelly (9 episodes) Scott Foley como Sean Kelly (9 episódios)
- Johnny Kastl as Dr. Johnny Kastl como o Dr. Doug Murphy (7 episodes) Doug Murphy (7 episódios)
- Bellamy Young as Dr. Grace Miller (5 episodes) Bellamy Young como o Dr. Grace Miller (5 episódios)

### Elenco
- Freddy Rodriguez como Marco Espinosa (3 episódios)
- Michael J. Fox como Dr. Kevin Casey (2 episódios)
- Brendan Fraser Ben Sullivan (episódio 1)
- Tom Cavanagh Dan Dorian (episódio 1)
- George Takai Priest (1 episódio; cameo)

## Produção
Justin Spitzer and Rich Austis were hired as staff writers for this season. Justin Spitzer e Rich Austis foram contratados como escritores equipe para esta temporada.

## Episódios
| Nº do Episódio | Título Original | Data de exibição        | #  |  |  |
|                | |                         |    |  |  |
| 3.01           | My Own American Girl | 2 de Outubro de 2003    | 47 |  |  |
| 3.01           | J.D, Turk, e Carla trabalham juntos para descobrir o que está errado com o paciente de J.D. Elliot, frustrada porque ninguém se importa com ela, muda sua atitude e seu visual. |                         |    |  |  |
|                | |                         |    |  |  |
| 3.02           | My Journey | 9 de Outubro de 2003    | 48 |  |  |
| 3.02           | Turk e Carla marcam a data de seu casamento; J.D. fica preocupado porque perdeu a intimidade que tinha com Turk. Elliot volta com seu ex-namorado Sean, mas o relacionamento tem um estranho começo. Carla fica obcecada por descobrir de quem é a amostra de urina. |                         |    |  |  |
|                | |                         |    |  |  |
| 3.03           | My White Whale | 23 de Outubro de 2003   | 49 |  |  |
| 3.03           | Jordan e Dr. Cox ficam preocupados por uma tosse que seu filho tem e tentam levá-lo ao pediatra do hospital, que é tão irritável quanto Dr. Cox. Os residentes recebem seus próprios internos: o de Turk é firme demais, o de J.D. não é firme o suficiente, e o de Elliot é uma mistura dos dois. Participação Christopher Meloni como Dr. Dave Norris. |                         |    |  |  |
|                | |                         |    |  |  |
| 3.04           | My Lucky Night | 30 de Outubro de 2003   | 50 |  |  |
| 3.04           | J.D. distrai o zelador e Troy com uma charada. Dr. Cox e Dr. Steadman competem para a mesma promoção de diretor de residência. Carla começa a trabalhar com Turk quando ela cobre uma das enfermeiras cirúrgicas. O relacionamento de Sean e Elliot tem um forte choque, e eles se separam; J.D. toma a oportunidade para tentar contá-la seus sentimentos por ela. |                         |    |  |  |
|                | |                         |    |  |  |
| 3.05           | My Brother, Where Art Thou? | 6 de Novembro de 2003   | 51 |  |  |
| 3.05           | Dan vem novamente, se impressionando com a atitude cínica de J.D. com seus pacientes: assim como Dr. Cox. Dr. Kelso descobre o trabalho de Elliot e Carla num hospital veterinário, mesmo com a proibição dele. Dan se confronta com Dr. Cox. |                         |    |  |  |
|                | |                         |    |  |  |
| 3.06           | My Advice to You | 13 de Novembro de 2003  | 52 |  |  |
| 3.06           | O irmão de Carla, Marco, vem visitá-la, e mostra seu desgosto por Turk. Os residentes estão confusos com as ordens contraditórias dadas por Dr. Cox e Dr. Kelso sobre cuidados de um paciente. J.D. fica amigo de uma garota e começa a gostar dela, até descobrir que ela é irmã de Jordan. Participação Tara Reid as Danni Sullivan. |                         |    |  |  |
|                | |                         |    |  |  |
| 3.07           | My Fifteen Seconds | 20 de Novembro de 2003  | 53 |  |  |
| 3.07           | J.D. e Danni têm um encontro: Dr Cox, já com raiva, diz a ela que J.D. já fez sexo com Jordan; J.D. e Dr. Cox não entendem a razão por que Jill voltou ao hospital. Dr. Kelso fica temporariamente surdo por usar estetoscópios baratos, o conselho médico de Carla para Elliot não funciona. Aparição de Erik Estrada. |                         |    |  |  |
|                | |                         |    |  |  |
| 3.08           | My Friend the Doctor | 4 de Dezembro de 2003   | 54 |  |  |
| 3.08           | Dr. Cox machuca as costas ao contar vantagem sobre sua força para Turk; ele começa a perceber que não é mais jovem. Elliot se preocupa por não se ver como uma médica. J.D. não se impressiona com as falsas identidades do zelador usa com os outros empregados. |                         |    |  |  |
|                | |                         |    |  |  |
| 3.09           | My Dirty Secret | 11 de Dezembro de 2003  | 55 |  |  |
| 3.09           | Elliot admite que tem problema ao dizer “palavras feias” para o corpo humano após acidentalmente dando orgasmo a um paciente durante um exame pélvico. Carla percebe que ela seja agressiva demais para seu próprio bem. J.D sofre as conseqüências de dar conselhos a Dr. Cox sobre seu relacionamento com Jordan e seu filho. Participação Barry Bostwick como Mr. Randolph. |                         |    |  |  |
|                | |                         |    |  |  |
| 3.10           | My Rule of Thumb | 22 de Janeiro de 2004   | 56 |  |  |
| 3.10           | Elliot e Carla são presas após procurarem um gigolô para um paciente terminal. Danni pergunta a J.D. se ela pode ficar no seu apartamento, mas J.D. começa a pensar mais imediatamente depois de aceitar. O conflito de Dr. Cox e Turk pela situação de um transplante se torna pessoal. |                         |    |  |  |
|                | |                         |    |  |  |
| 3.11           | My Clean Break | 3 de Fevereiro de 2004  | 57 |  |  |
| 3.11           | Quando Danni tem planos para ela e J.D. morarem juntos, J.D. imediatamente percebe que precisa terminar com ela – mas ele nunca fez isso antes. O zelador começa a flertar com Elliot de novo. Dr. Cox percebe que está perdendo o controle sobre seus residentes. |                         |    |  |  |
|                | |                         |    |  |  |
| 3.12           | My Catalyst | 10 de Fevereiro de 2004 | 58 |  |  |
| 3.12           | Um antigo interno de Dr. Cox que agora é atendente, e também um competente cirurgião, faz várias observações sobre o hospital. Participação Michael J. Fox como Dr. Kevin Casey. |                         |    |  |  |
|                | |                         |    |  |  |
| 3.13           | My Porcelain God | 17 de Fevereiro de 2004 | 59 |  |  |
| 3.13           | Dr. Casey e J.D descobrem o banheiro secreto do zelador no telhado (apelidado como a privada da Epifania); ganhou o nome após muitos empregados do hospital terem a solução de seus problemas enquanto estão usando-a. Dr. Kelso fecha toda uma ala do hospital para poupar dinheiro: Dr. Cox e Carla revidam usando a sala de Kelso como leito. Turk chama J.D. para ser o padrinho, mas ele percebe que não era a primeira opção. Elliot procura ajuda de Dr. Casey para entubar pacientes.                                                                    |                         |    |  |  |
|                | |                         |    |  |  |
| 3.14           | My Screw Up | 24 de Fevereiro de 2004 | 60 |  |  |
| 3.14           | Jordan, Danni e Ben retornam para preparar o aniversário de 1 ano do filho de Dr. Cox. Turk e Carla discutem para a remoção da verruga de Turk, e para trocar o nome de solteira de Carla. Um dos membros da banda de Ted sai dela. Dr. Cox culpa J.D. pela morte de seu paciente e o ignora, mas Ben acalma Dr. Cox que se desculpa com J.D. É revelado que Ben acabou morrendo: todos se preparam para seu funeral. |                         |    |  |  |
|                | |                         |    |  |  |
| 3.15           | My Tormented Mentor | 2 de Março de 2004      | 61 |  |  |
| 3.15           | Dr. Cox não consegue se recuperar com a morte de Ben, e não aprecia os esforços de J.D. para tentar fazê-lo superar; as amigas chatas de Jordan ficam em seu apartamento. Carla tenta ensinar Todd, Dr. Kelso e Dr. Cox sobre abuso sexual, e uma nova cirurgiã atendente, Dra. Miller, põe todos em choque. |                         |    |  |  |
|                | |                         |    |  |  |
| 3.16           | My Butterfly | 16 de Março de 2004     | 62 |  |  |
| 3.16           | O episódio se desenvolve através de duas histórias alternativas, tendo em comum o pouso de uma borboleta no hospital, o lenço da sorte de Turk, um bar onde Carla passa o tempo, um cão empalhado rosa que pertence ao jovem paciente de Elliot, o armário do zelador, e outro paciente com problemas cardíacos. Também um flashback mostra como o zelador se tornou um zelador. |                         |    |  |  |
|                | |                         |    |  |  |
| 3.17           | My Moment of Un-Truth | 30 de Março de 2004     | 63 |  |  |
| 3.17           | Carla janta com um doutor que já namorou com ela, apenas J.D. sabe. Elliot trata um paciente que não quer ser tratado com remédios, mas ela não pode acreditar quando Dr. Cox diz que ele é um dependente químico. O zelador faz um plano elaborado para fingir que tem um irmão gêmeo. |                         |    |  |  |
|                | |                         |    |  |  |
| 3.18           | His Story II | 6 de Abril de 2004      | 64 |  |  |
| 3.18           | Narrado pelo ponto de vista de Turk: Turk percebe que enviar os convites para o seu casamento é o último passo para que ele aconteça. Uma distração com Dra. Miller durante uma cirurgia causa o dano de um nervo a um jovem pianista, a quem ele não consegue admitir o erro. J.D. cobre a tarefa de Elliot como palhaço do hospital, mas ele tem o zelador como ajudante. Um conselho de um paciente mostra a Elliot o quanto ela e J.D. são amigos: seus sentimentos mudam e eles acabam dormindo juntos; mas uma visita surpresa de Sean faz ela escolhê-lo. |                         |    |  |  |
|                | |                         |    |  |  |
| 3.19           | My Choosiest Choice of All | 20 de Abril de 2004     | 65 |  |  |
| 3.19           | J.D. não fica contente com a última situação com Elliot: como vingança, ele retorna a namorar com Danni. Dr. Cox se vê gostando da Dra. Miller: Jordan descobre imediatamente. Turk e Carla encorajam o zelador para uma promoção como guarda de segurança, mas ele é forçado a usar as regras de Dr. Kelso. Sean mais tarde se confronta com J.D.: ele mente para o bem de Elliot e diz que nada aconteceu entre eles. |                         |    |  |  |
|                | |                         |    |  |  |
| 3.20           | My Fault | 22 de Abril de 2004     | 66 |  |  |
| 3.20           | J.D. e Danni se separam novamente; Sean e Elliot planejam morar juntos. Carla se apavora com todos os últimos detalhes para o seu casamento. Dr. Cox faz uma aposta com Dr. Kelso que nenhum paciente fará exames de eletroencefalograma, mas o primeiro paciente é o hipocondríaco Mr. Corman. Depois de tudo, J.D. finalmente demonstra seus sentimentos por Elliot, mas ele percebe que não é o que ele queria. |                         |    |  |  |
|                | |                         |    |  |  |
| 3.21           | My Self-Examination | 27 de Abril de 2004     | 67 |  |  |
| 3.21           | Oirmão de Carla, Marco, retorna para o ensaio do casamento; Turk tem um problema ao perceber que não escreveu os votos de casamento. Após pedir conselhos para Danni, J.D. vê que talvez seja bom estar numa relação com Elliot mesmo que ele não a ame. Jordan se recusa a brigar com Dr. Cox: frustrado, ele erra ao arrumar briga com o zelador. No ensaio, movido pelos votos improvisado de Turk, J.D. admite a Elliot que ele não a ama. Aparição de Larry Thomas (o “Soup Nazi” de Seinfeld).                                                             |                         |    |  |  |
|                | |                         |    |  |  |
| 3.22           | My Best Friend's Wedding | 4 de Maio de 2004       | 68 |  |  |
| 3.22           | O dia no casamento de Turk e Carla. Turk está ocupado numa demorada cirurgia, e quando ele finalmente acaba, ele vai até a igreja errada. A cerimônia é cancelada, mas a recepção continua; Danni se faz popular, quando o bar abre. J.D. encontra Sean e tenta convencê-lo a voltar com Elliot; ela supôe isso e enquanto Sean e Elliot não se dão bem, a sua atitude fria em relação a J.D. o deixa furioso. Turk e Carla se casam ao voltar ao hospital e descobrir um paciente que é um padre. Aparição de George Takei.                                     |                         |    |  |  |